# Napoleón en el campo de batalla de Eylau
Napoléon en el campo de batalla de Eylau (en francés: Napoléon sur le champ de bataille d'Eylau) es una gran óleo de 1808 del pintor Antoine-Jean Gros. Completada durante el invierno de 1807-1808, la obra se convirtió en un icono del estilo emergente del romanticismo. Representa un momento posterior a la sangrienta batalla de Eylau (7-8 de febrero de 1807) en el que Napoleón Bonaparte contempla el campo de batalla donde su Grande Armée consiguió una costosa victoria contra los rusos. Aunque Napoleón en el campo de batalla de Eylau conserva elementos de la pintura de historia, es, con diferencia, la obra más realista de Gros que representa a Napoleón y rompe con la sutileza del Neoclasicismo. La pintura se encuentra en el Louvre de París.

## Fondo
A principios de febrero de 1807, el ejército ruso, bajo el mando de Levin August von Bennigsen, se encontraba en plena retirada mientras era perseguido por la Grande Armée de Napoleón.  Los ejércitos de campaña del aliado de Rusia, el Reino de Prusia, habían sido derrotados decisivamente por la Grande Armée en la doble batalla de Jena-Auerstedt el 14 de octubre de 1806. Esto dejó al ejército ruso como la única fuerza terrestre importante que se opuso a Napoleón en la Guerra de la Cuarta Coalición.  Después de algunos intentos fallidos de interrumpir el avance francés, Bennigsen decidió reagrupar sus fuerzas en retirada en la aldea prusiana de Eylau (actualmente, Bagrationovsk, Óblast de Kaliningrado). 
Los combates comenzaron en la tarde del 7 de febrero, cuando la sección de equipaje de Napoleón llegó a Eylau en preparación para la llegada del emperador, sin darse cuenta de la presencia rusa todavía en la aldea. Pensando que los franceses intentaban capturar la aldea, Bennigsen envió refuerzos a Eylau; Napoleón correspondió con su propia fuerza de combate. Siguieron intensos enfrentamientos, especialmente alrededor de la iglesia y el cementerio del pueblo, pero los franceses mantuvieron el control de Eylau al final del día.  
Los rusos respondieron en la madrugada del 8 de febrero con un ataque de artillería masivo. Al borde de una derrota desastrosa, Napoleón llamó al Cuerpo de Caballería de Reserva para cargar contra las columnas rusas que se acercaban a Eylau.  Interrumpió la ofensiva rusa el tiempo suficiente para que las líneas francesas se estabilizaran. Al caer la noche, Bennigsen ordenó a sus fuerzas que se retiraran: los franceses, aunque pudieron declarar una victoria, se quedaron con un campo de batalla nevado plagado de sangre y cadáveres congelados. 

## Comisión
Napoleón trató de garantizar que la victoria de Eylau, aunque costosa, no fuera olvidada, y encomendó al director del Louvre Vivant Denon el encargo como parte de una campaña de propaganda mucho más amplia.  Un mes después de la batalla, Denon anunció un concurso público para la realización del encargo: 26 artistas enviaron sus bocetos que se exhibieron en el Louvre. Antoine-Jean Gros fue declarado ganador el 13 de junio y completó Napoleón en el campo de batalla de Eylau durante el invierno de 1807-1808.  Según François de Vergnette, Denon estipuló gran parte de lo que debía aparecer en la pintura, incluido "el momento a representar, el número de figuras, los cadáveres en primer plano y el gran formato", aunque sin duda el realismo de las figuras en primer plano superó sus recomendaciones. 

## Descripción
La pintura retrata a Napoleón llegando a las afueras de Eylau para inspeccionar el campo de batalla el 9 de febrero de 1807, el día después de que terminaron los combates. La pintura tiene una escala monumental de 521 x 784 cm, de modo que la mayoría de las figuras centrales aparecen a tamaño natural.  Algunas de las figuras en los bordes de la pintura están cortadas intencionadamente para infundir la sensación de que la obra es un auténtico fragmento de una escena de la vida real. La atención del espectador se dirige inmediatamente a la gran pila de cadáveres cubiertos de nieve en primer plano cuyos rostros tienen el doble del tamaño natural; A la derecha, otro soldado, herido, es retenido mientras se debate gritando en estado de locura.   Según el 64.° Boletín de la Grande Armée, la escena fue diseñada "para inculcar en los príncipes el amor a la paz y el horror a la guerra". 
En el centro, rodeado de médicos y mariscales, se ve a Napoleón montado en un caballo castaño claro observando el tratamiento de los heridos, la mano enguantada extendida en una pose que recuerda a un acto de bendición a los soldados. "La expresión consoladora del gran hombre", escribió Denon, "parece suavizar los horrores de la muerte y difundir una luz más suave sobre esta escena de matanza".  Está rodeado por miembros de su estado mayor: el mariscal Berthier, el mariscal Bessières y el general Caulaincourt a la izquierda, mientras que el mariscal Soult, el mariscal Davout y el mariscal Murat, sobre un caballo negro encabritado como si personificara la Guerra, lo flanquean a la derecha.  Un soldado lituano herido que está siendo tratado, desconcertado por la compasión del emperador, jura lealtad a Napoleón mientras otro excombatiente con el brazo vendado se arrodilla y abraza su pierna. 

## Recepción y legado
Napoleón en el campo de batalla de Eylau se mostró por primera vez en el Salón de París de 1808. Inicialmente, algunos políticos sospecharon que la pintura pretendía retratar al emperador de manera desfavorable, pero el propio Napoleón aprobó el trabajo de Gros y le entregó la Legión de Honor en la ceremonia de premiación del pintor.  La representación de Gros de Napoleón mostró un grado de realismo que no estaba presente en su pintura anterior del emperador, Bonaparte visitando a los apestados de Jaffa (1804), ni en las de ningún otro artista. En su retrato de la desagradable verdad de la guerra, Napoleón en el campo de batalla de Eylau rompe con el estilo predominante del neoclasicismo y fue uno de los primeros hitos del emergente movimiento romántico. Su influencia es evidente en las obras de artistas franceses como Théodore Géricault y Eugène Delacroix, ambos pioneros del romanticismo. 